# S62 (étoile)
Pour les articles homonymes, voir S62.
S62 est une étoile de l'amas entourant Sagittarius A* (Sgr A*), le trou noir supermassif au centre de la Voie lactée, d'environ 2 masses solaires.

## Caractéristiques orbitales
Fin janvier 2021, S62 est l'étoile connue qui fait le tour de Sgr A* le plus rapidement. En effet, avec une période orbitale de seulement 9,9 ans, elle bat la précédente détentrice du record, l'étoile S0-102, qui fait le tour de Sgr A* en 11,5 ans ou 12,8 ans suivant les sources.
Par ailleurs, S62 a une orbite très excentrique qui la fait passer très près de Sgr A*, à seulement 13 unités astronomiques (2 milliards de kilomètres), c'est-à-dire un peu plus que la distance entre Saturne et le Soleil. L'étoile passe donc à seulement environ 160 fois le rayon de Schwarzschild de Sgr A* (le rayon de Schwarzschild de Sgr A* est d'environ 0,08 ua, soit 12 millions de kilomètres). C'est beaucoup plus proche de Sgr A* que le précédent record, environ 120 ua (18 milliards de kilomètres, 1 440 rayons de Schwarzschild), détenu par l'étoile S2 (aussi désignée S0-2).
S62 passe tellement près de Sgr A* que son orbite a une précession importante : son orbite se décale de 10 degrés à chaque révolution ; fin 2022, S62 est passé au plus près de Sgr A*.

### Déduction de la masse deSgr A*
La découverte de S62 a par ailleurs permis une nouvelle estimation de la masse de Sgr A* : (4,15 ± 0,6) millions de masses solaires, une valeur pleinement compatible avec les estimations précédentes.